# Mohammad Arref
Mohammad Arref (ur. w 1950) – afgański zapaśnik, olimpijczyk.
Reprezentował Afganistan na Letnich Igrzyskach Olimpijskich 1972, które odbyły się w Monachium.